# Seth Jones
Seth Jones (Arlington, Texas, 3 de octubre de 1994), apodado Jonesy, es un jugador profesional estadounidense de hockey sobre hielo que se desempeña en la posición de defensor derecho en Chicago Blackhawks, equipo de la National Hockey League (NHL).

## Carrera
Fue seleccionado en la primera ronda en la NHL Entry Draft de 2013. Hizo su debut profesional con el equipo Nashville Predators, en el cual jugó tres temporadas (2013-2015), después pasó a Columbus Blue Jackets (2015-2021), luego a Chicago Blackhawks, donde lleva jugando tres temporadas.